# Niko Bellic
Niko Bellic (Belgrado, 20 de janeiro de 1978) é um personagem fictício da franquia de jogos eletrônicos Grand Theft Auto, da qual é o protagonista jogável do sexto principal jogo da série, Grand Theft Auto IV, de 2008. Ele é um ex-soldado da Guerra Civil Sérvia que se mudou para Liberty City para escapar de seu passado e viver o Sonho Americano. Niko fala sérvio e inglês, tem uma personalidade fria com as pessoas em geral e ao mesmo tempo afetiva com sua família. Por ter combatido na guerra, sabe lutar e usar vários tipos de armas. Foi dublado por Michael Hollick.

## Biografia
Sua nacionalidade não é especificada no jogo, e esteve sujeita a debates.
Quando jovem, participou da Guerra Civil Iugoslava. Seu pai era um alcoólatra que agredia ele, seu irmão (que morreu na guerra) e sua mãe (que demonstra um sentimento afetivo com o filho e lamenta o fato de seu coração bom ter sido corrompido pela guerra nos e-mails que manda para ele). Durante a juventude, Niko viu e cometeu diversas atrocidades na guerra.
Em certo ponto, sua unidade militar (formada por quinze homens) foi atacada em uma emboscada arranjada por um traidor do grupo. Somente três sobreviveram: Niko, Florian Cravić (Bernie Crane) e Darko Brevic. Na sua busca por vingança, Niko encontra um motivo para ir para Liberty City (Para onde seu primo Roman havia se mudado), onde espera encontrar informações que o ajudem a encontrar o seu ex-companheiro.
Quando a guerra terminou, Niko começou a trabalhar no mundo do crime pela próxima década. Chegou a ser preso, e quando foi liberado, começou a trabalhar para o criminoso russo Ray Bulgarin, contrabandeando pessoas para a Itália. Numa de suas viagens, seu barco foi atacado no Mar Adriático a uma milha da costa. Niko conseguiu escapar nadando, mas perdeu sua "mercadoria", criando assim, na visão de Bulgarin, uma dívida. Niko negou ter alguma culpa no incidente, mas Bulgarin se recusava a aceitar explicações, e foi aí que Niko encontrou outro motivo para juntar-se ao seu primo nos EUA. Embarcou no navio Platypus e foi morar com Roman, que estava pedindo a companhia de Niko há algum tempo, para que pudesse viver com ele uma vida melhor, com uma mansão, carros esporte, dinheiro e mulheres.
Quando Niko chega em Liberty City, começa o enredo principal do jogo.

## Características
Niko é mostrado como um homem que leva seus trabalhos a sério. Aprecia a objetividade, não costuma demonstrar interesse pelos discursos de seus contratantes (a não ser que sejam seus amigos) e só trabalha se o preço valer a pena. Prefere meios racionais de resolver problemas e costuma fazer comentários frios e sarcásticos. Apesar disso, possui um temperamento forte e fica nervoso facilmente ao ser traído, falsamente acusado ou simplesmente ao ver seu primo sendo incomodado.
Niko possui uma personalidade gentil, como pode ser visto quando ele ajuda estranhos nas ruas que lhe pedem ajuda, ou quando protege seu primo Roman quando este se encontra em problemas. Suas parceiras amorosas também comentam sobre sua decência e sua companhia agradável.
Durante o jogo, Niko mostra-se leigo em relação à cultura norte-americana e também incomodado com a ganância de Roman. Sua frieza é reforçada conforme se relaciona com os criminosos em Liberty City.

## Criação do personagem

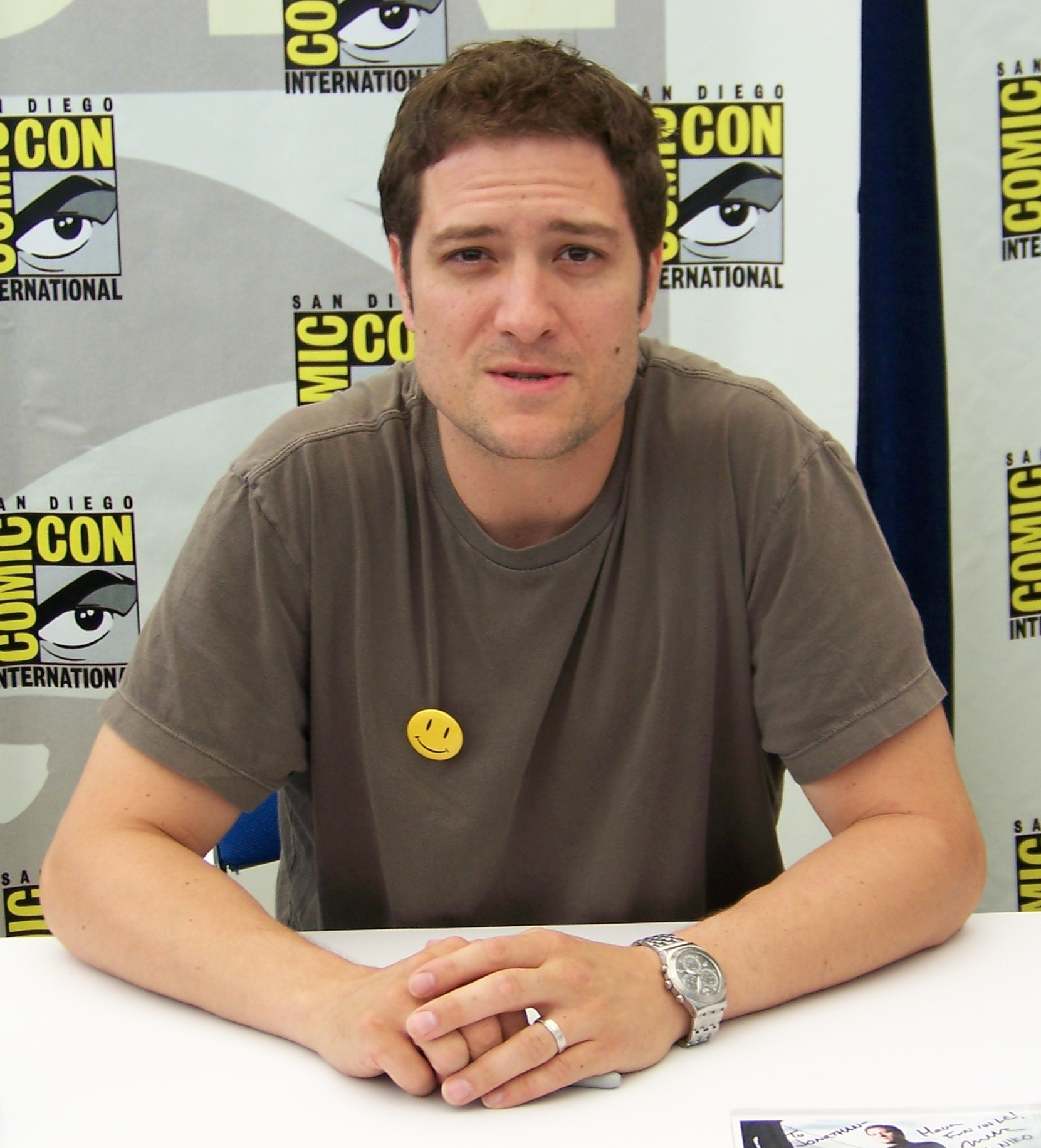
Michael Hollick na San Diego Comic-Con de 2008

Niko foi dublado por Michael Hollick, que também contribuiu para os trabalhos de captura de movimento do personagem. Michael ganhou cerca de 100 mil dólares por seu trabalho de quinze meses entre 2006 e 2007, sendo o pagamento dividido em cerca de US$1.050,00 por dia, cerca de 50% a mais do que um ator normalmente ganha pela Screen Actor Guild, embora o dublador tenha afirmado que o que ele ganharia era apenas uma fração do que ganharia em um trabalho para um filme ou um seriado. Michael disse também estar preocupado em não ganhar sua parte com a venda dos jogos.

## Recepção
O personagem foi bem-recebido pela crítica em geral. O GameTrailers afirmou que o personagem é agradável e seu senso de humor o favorece como um personagem apreciável. A IGN afirma que "…os conflitos de Niko com sua natureza cruel nunca inibem a jogabilidade, mas sim realçam a gravidade emocional de uma brilhante história. Quanto mais absurda fica a ação, melhor sentimos o verdadeiro pathos de Niko Bellic…" GameDaily incluiu ele numa lista dos 25 melhores anti-heróis de video games, afirmando que ele tem um coração de ouro debaixo de um exterior hostil. Em outro artigo, eles também listaram o "estrangeiro assustador" como um dos 25 melhores arquétipos de videogames, usando Niko como um exemplo.